# أليجرا كورتيس
أليجرا كورتيس (بالألمانية: Allegra Curtis) هي كاتِبة ومؤلفة وممثلة ألمانية وأمريكية، ولدت في 11 يوليو 1966 في لوس أنجلوس في الولايات المتحدة.

## وصلات خارجية
- أليجرا كورتيس على موقع IMDb (الإنجليزية)
- أليجرا كورتيس على موقع قاعدة بيانات الفيلم (الإنجليزية)
- أليجرا كورتيس على موقع كينوبويسك (الروسية)